# Yŏngbyŏn (ort i Nordkorea)
Yŏngbyŏn är en ort i Nordkorea.   Den ligger i provinsen Norra P'yŏngan, i den centrala delen av landet, 90 km norr om huvudstaden Pyongyang. Yŏngbyŏn ligger 140 meter över havet och antalet invånare är 9 584.
Terrängen runt Yŏngbyŏn är platt åt sydost, men åt nordväst är den kuperad. Runt Yŏngbyŏn är det ganska glesbefolkat, med 47 invånare per kvadratkilometer. Närmaste större samhälle är Kaechon, 14,6 km sydost om Yŏngbyŏn. Trakten runt Yŏngbyŏn består till största delen av jordbruksmark.